# Veelikse (Saarde)
Veelikse est un village de la commune de Saarde du comté de Pärnu en Estonie.
Au 31 décembre 2011, il compte 91 habitants.